# Steatomys
Steatomys là một chi động vật có vú trong họ Nesomyidae, bộ Gặm nhấm. Chi này được Peters miêu tả năm 1846. Loài điển hình của chi này là Steatomys pratensis Peters, 1846.

## Các loài
Chi này gồm các loài: